# 大观镇 (梁平区)
大观镇，是中华人民共和国重庆市梁平区下辖的一个乡镇级行政单位。

## 行政区划
大观镇下辖以下地区：
大观街道社区、新路村、安乐村、梅花村、桐岩村、大兴村、千福村、庙坝村和大观村。